# Idealister
Idealister er en roman skrevet af Hans Scherfig, udgivet i 1944 i Sverige. Oprindeligt skulle romanen være udgivet i Danmark, men udenrigsministeriet i samlingsregeringen forbød udgivelsen i 1942. Bogen blev efter befrielsen i 1945 udgivet i Danmark.
Romanen er udformet som en hård kritik af såkaldte "Idealister", hvilket dækker over såvel præster og godsejere som stjernetydere og nedbrydere af den kendte familiestuktur. Romanen er også et oplæg til kritik af de kulturpersoner der fascineredes af den tyske nazisme, herunder Kaj Munk og Harald Horn, og er således et oplæg til den senere roman Frydenholm. Den i bogen omtalte fiktive "seksualparken" refererer til Hostrups Have på Frederiksberg. Hyppigst anses dog Ryparken på Østerbro for at være modellen til "seksualparken".